# Ӝ
La Ӝ, minuscolo ӝ, è una lettera dell'alfabeto cirillico. Viene usata oggi nella versione del cirillico per la lingua udmurta, dove rappresenta la consonante affricata [ʥ].